# Fran Saleški Finžgar
Fran Saleški Finžgar (9. února 1871, Doslovče – 2. června 1962, Lublaň) byl slovinský kněz, spisovatel, dramatik a překladatel.
Ve slovinské literatuře je důležitým a slavným především díky svým delším i kratším povídkám o venkovském a městském životu; psal také lidové hry. Jeho díla byla určena jak pro mladou, tak pro starší populaci.

## Životopis
Spisovatel se narodil v Doslovčah, vesnici pod Stolom v Goreňsku v rodině chudého chalupníka. Jako malý chlapec vyrůstal doma za účasti otcovské moudrosti, šibalství a při hrách s vesnickými dětmi. Bezstarostnosti bylo konec, když musel nastoupit do jednotřídní školy v Breznici. Protože právě tam přitáhl učitelovu a farářovu pozornost, přesvědčili otce, aby ho později poslal do 3. třídy základní školy v Radovljici. Naučil se tam německý jazyk. Ačkoli většinu svého času trávil na pastvinách, prospíval s vyznamenáním. Po dokončení základní školy doma a později v Radovljici začal od roku 1882 do roku 1891 navštěvovat gymnázium v Lublani. Na gymnáziu pocítil posměch ostatních dětí, z tohoto důvodu začal poprvé trpět těžkou vnitřní krizí. Ty byly později během jeho života několikrát přítomny. První ročník musel opakovat, avšak potíže, které měl na začátku, překonal a roku 1891 s vyznamenáním odmaturoval. Dále pokračoval v bohosloveckém semináři Lublaň. Vysvěcen byl roku 1894. Jako kněz působil v Bohinji, v Jesenicích, Kočevji, v Idrii, Sori a jinde. Jeho posledním pracovním místem se roku 1918 stalo Trnovo při Lublani. Zde byl roku 1936 pensionován, avšak stále velmi aktivně pracoval jako kněz a spisovatel. Do konce života pobýval v Lublani, v domě na Koleziji, který byl navržen architektem Jožem Plečnikem. Když byl Finžgar knězem v Trnové, byli s Plečnikem sousedy. Finžgar Plečnika také požádal o obnovu kostela Trnovo ve dvacátých letech dvacátého století. Ulice, kde se nachází dům Finžgara, se dnes jmenuje Finžgarjeva ulica. Byl také politicky činný. Velice blízcí mu byli Janez Evangelist Krek a Ivan Cankar.

## Literární činnost
Pro Finžgarova díla je typické, že jsou úzce spojena s jeho životem. Díky úzkému spojení s venkovským obyvatelstvem vznikly plnokrevné literární výtvory.
Na počátku literární kariéry psal Finžgar také básně, které později opustil. Pokračoval s povídkami z venkovského a měšťanského života. V opravdu nejznámějším díle Pod svobodnim soncem s podtitulem Povest davnich dedov (1906 – 1907) zobrazil bitvu mezi Slovany (v díle jsou pojmenováni Sloveni) a Byzancí. Má napínavý a rozsáhlý příběh, který povzbuzuje národ. Za první světové války vznikla válečná kronika Prerokovana, která obsahuje povídky Boji, Prerokbe zore, Kronika gospoda Urbana a jiné.
Finžgara velice proslavily jeho lidové pověsti, ve kterých vytvořil svět, který znal z mládí (pověsti Strici, Dekla Ančka, Beli ženin). Jeho lidové hry vycházejí z tohoto tematického rámce (Divji lovec, Veriga, Rozvalina življenja). Vzpomínky na mládí představil v díle Leta mojega popotovanja (1957). Dále v mládí psal: Študent naj bo, Gospod Hudournik, Makalonca), v jeho dílech je vidět tendence k mateřství.

### Vybraná díla
| - cestopis Iz veselih časov (1890) - drama Na Gosposvetskem polju (1891) - govor Arboretum (1891) - povídka Francetov France (1892) - pověst Gozdarjev sin (1893) - novela Zaroka opolnoči (1894) - venkovská pověst Stara in nova hiša (1898) - povídka Deteljica (1899) - povídka Kvišku (1899) - cestopis Oranže in citrone (1900) | - pověst Srečala sta se (1905) - autobiografická pověst Študent naj bo (1909) - novela Sama (1912) - pověst Dekla Anča (1913) - cyklus Prerokovana (1915) - autobiografická novela Konjička bom kupil (1915) - novela Boji (1916) - Kronika gospoda Urbana (1917) - povídka Golobova njiva (1918) - povídka Slike brez okvirja (1918) | - povídka Polom (1919) - cyklus tří příběhů Pisarna (1923) - novela Beli ženin (1924) - cestopis Prek poljskih polj (1931) - sociální povídka Sibirija (1935) - novela Tale naš Jaka (1937) - alegorie Makalonca (1944) - lidové vyprávění Gostač Matevž (1953) - novela Na dopustu (1958) |

### Překlady
Překládal z němčiny (Peter Rosegger).
V roce 1928 byl přeložen do češtiny romám Pod svobodným sluncem